# Iglesia de Nuestra Señora de la Asunción (Ceráin)
La iglesia de Nuestra Señora de la Asunción es un inmueble de la localidad española de Ceráin, en la provincia de Guipúzcoa.

## Descripción
El edificio se encuentra en la localidad española de Ceráin, perteneciente a la provincia de Guipúzcoa, en la comunidad autónoma del País Vasco. Se menciona como iglesia parroquial del lugar en el Diccionario histórico-geográfico-descriptivo de los pueblos, valles, partidos, alcaldías y uniones de Guipúzcoa (1862) de Pablo de Gorosábel, donde aparece descrita con las siguientes palabras:

Esta villa en lo antiguo era una colacion conocida con la denominacion de Santa María de Basarte ó Santa María la Asunta de Cerain, por ser la iglesia parroquial de esta advocacion. [...] El patronato de la expresada iglesia corresponde en el dia á D. Fernando de Barrenechea, marqués de Vargas, como dueño del citado palacio, y se halla servida por un vicario y un beneficiado, de presentacion del mismo en hijos naturales de la propia villa. Antiguamente el patrono servía esta iglesia por medio de un sacerdote admovible á su mera voluntad, á quien pagaba la dotacion en que conviniesen ambos; y por consiguiente el primero percibía todos los diezmos, ofrendas y la primicia. En el año de 1542 se le asignó la cuarta parte de los frutos decimales, quedando las otras tres cuartas para el patrono; y tal era el último estado hasta la extincion de los diezmos, verificada en virtud de la ley de 29 de julio de 1837.
(Gorosábel, 1862, p. 119)